# 1115
Évszázadok: 11. század – 12. század – 13. század
Évtizedek: 1060-as évek – 1070-es évek – 1080-as évek – 1090-es évek – 1100-as évek – 1110-es évek – 1120-as évek – 1130-as évek – 1140-es évek – 1150-es évek – 1160-as évek
Évek: 1110 – 1111 – 1112 – 1113 –  1114 – 1115 – 1116 – 1117 – 1118 – 1119 – 1120

## Események
- Clairvaux-i Szent Bernát megalapítja a clairvaux-i ciszterci rendházat.[1]
- Könyves Kálmán, hogy fiának Istvánnak biztosítsa a trónt, megvakíttatja öccsét Álmos herceget és annak fiát, Bélát.[2]
- A welfesholzi csatában Supplingenburgi Lothár legyőzi V. Henrik német-római császárt.
- I. Balduin jeruzsálemi király felépíti Montréal várát.[3]